# Religião nórdica
- Para ver a reconstrução do paganismo nórdico nos dias atuais veja Neopaganismo Germânico.

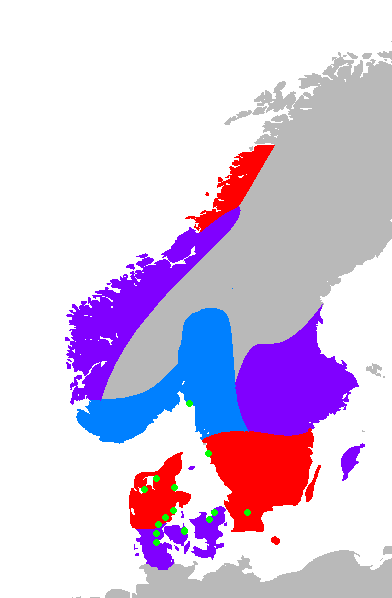
Mapa mostrando as diferenças regionais de culto (c. 900), determinadas através de dados arqueológicos e toponímicos. Em azul, as áreas onde os deuses do clã dos Vanir era primordialmente cultuado; o vermelho indica o culto de Thor, Odin e outros do clã dos Aesir, enquanto o roxo mostra as áreas onde ambos os cultos co-existiram

A Religião nórdica (também chamado de Paganismo nórdico) é o termo utilizado para descrever o sistema de crenças comuns aos povos que habitavam muitos dos países nórdicos antes e durante a cristianização da Europa do Norte, num período histórico conhecido como Era Viquingue.

A religião nórdica é um subconjunto do mitologia germânica, praticado nas terras habitadas por estas tribos germânicas em toda a Europa Central e Setentrional. O conhecimento atual do paganismo nórdico foi em sua maior parte adquirido através dos estudos dos indícios arqueológicos, etimológicos, e dos poucos materiais escritos do período.
Como a tradição textual naquela região só se iniciou com a cristianização, é difícil uma compreensão total da forma original da religião, contando-se apenas com o filtro da transmissão oral. Podem-se encontrar, portanto, diversas associações com outras mitologias - como a que costumeiramente é feita entre as nornas e as parcas, personagens da mitologia romana. As histórias narradas pelas Eddas, por exemplo, são episódios concebidos de maneira literária, com deuses nos seus papéis principais; representam, nas palavras do germanista e cientista religioso Jan de Vries, mais "especulação e imaginação poética" do que necessariamente representação da consciência coletiva.
O paganismo nórdico, além de ser politeísta, acredita-se fortemente na presença de diversos seres sobrenaturais que habitam os mais diversos lugares, desde florestas, montes, lares e outras moradas ao longo dos mundos, como os Álfar (elfos), os Dvergar (Anões) e os Jötnar (gigantes), entre outros. Sua antiga ritualística se concentrava fortemente na prática ritual, com reis e chefes desempenhando um papel central na realização de atos públicos de sacrifício. Vários espaços cúlticos foram utilizados; inicialmente, espaços ao ar livre como bosques e lagos eram tipicamente selecionados, mas no terceiro século (EC) as casas de culto eram também construídas propositadamente para atividades rituais. A sociedade nórdica também continha praticantes de Seiðr, uma forma de feitiçaria que alguns estudiosos descrevem como xamanística. Várias formas de ritos funerários foram conduzidas, incluindo tanto a inumação quanto a cremação, geralmente acompanhadas por uma variedade de bens da sepultura.
Geograficamente estas tradições se estenderam do norte da Noruega até a Europa Central; porém enquanto alguns destes cultos foram disseminados por todo este território, outros parecem ter sido extremamente localizados, restringindo-se a determinadas áreas. Não existe qualquer topografia dos cultos ou história regional religiosa compilada a partir dos dados disponíveis, e qualquer generalização abrangente que envolva apenas alguns locais de culto em particular deve ser vista com alguma cautela.
Alguns estudiosos, como Georges Dumézil, sugerem que diversos elementos estruturais e temáticos dentro das ideias religiosas manifestadamente nórdicas encaixariam o paganismo nórdico dentro da estrutura básica da expressão pan-indo-europeia das ideias espirituais como um todo.

## Antecedentes

Povoados escandinavos durante a Era Viquingue. O vermelho, o laranja e o amarelo marcam as áreas que foram habitadas pelos povos nórdicos do século VIII ao XI. Nessas áreas, a religião pré-cristã escandinava provavelmente foi crescendo

Nos tempos da Era Viquingue, não havia nenhuma demarcação geográfica clara do norte, uma vez que as fronteiras foram fluindo entre as áreas culturais. A comunicação entre os países ocorria, mas não era regular e não havia uma diferença entre o que a classe alta e o que as pessoas comuns aprendiam - por exemplo, os reis viajavam com bastante frequência. A religião nórdica constituiu um universo relativamente homogêneo semântico, onde certamente havia um alto grau de continuidade cultural na população em geral e, simultaneamente, também deve ter sido uma divergência do processo de troca entre as comunidades vizinhas. A cultura nórdica foi parte de uma comunidade germânica maior, que, além disso, fazia parte de uma comunidade indo-europeia. A religião nórdica era uma coleção das religiões locais, unidas por uma linguagem comum nórdica. As religiões tinham crescido juntas e consistiam de diversos elementos que tiveram origens muito diferentes. Poderiam ser ambas a tradição antiga e a emprestada de outras culturas. O cientista religioso norueguês Gro Steinsland, descreve o antecedente da religião nórdica como uma religião étnica ou religião folclórica. Ela cresceu como uma parte das tradições de uma determinada população e foi uma parte integrante de uma cultura única. Ela também destaca que a ênfase nesta religião não jaz de apresentações religiosas, mas da prática ritual. A mitologia não tem uma base sólida, mas varia conforme a hora e o local, ao contrário do cristianismo. Ela também era associada com o território de um determinado povo que estava nascido automaticamente para a comunidade. O termo religião nórdica é um modelo ideal moderno reconstruído com base em similaridades estruturais e, portanto, não reflete a religião atual, como ela estava em um momento específico em um local específico.
Não conhecemos nenhum limite fixo de quando surgiu a religião nórdica, por exemplo, não há nada a sugerir que houve uma mudança religiosa fundamental na transição entre a Idade do Ferro e a Era Viquingue, em torno de 750. O material de origem para este período também é bastante frágil. O norte tem sido habitado pelos humanos desde o fim da última Era do Gelo, mas o grau de continuidade cultural entre as sociedades indígenas de caçadores-coletores e da sociedade em que nós encontramos na Era Viquingue, é completamente desconhecido. As diferenças entre os dois tipos de sociedade significam que é muito improvável que não houve correlação entre a religião nas duas épocas. Também não se sabe exatamente quando as tradições e crenças que caracterizavam a religião da Era Viquingue surgiram. Cerca de 300 a.C., aparece a primeira pista a partir da área germânica, indicando o culto aos deuses, que tinha o mesmo nome como os Viquingues.

### A conexão indo-europeia
O conceito de indo-europeu reflete um parentesco linguístico entre as línguas em uma grande variedade de povos que são principalmente da parte do sudoeste da Eurásia. A teoria de base indo-europeia para a cultura nórdica é, portanto, com base em semelhanças linguísticas. Devido. Esse parentesco é uma suposição generalizada de que existe também uma afinidade cultural entre os povos de língua indo-europeia. Ele foi normalmente assumido para que as línguas indo-europeias se espalhassem pela Europa e pela Ásia ocidental entre os séculos III e IV . Esta teoria baseia-se principalmente sobre o trabalho da arqueóloga lituana-americana Marija Gimbutas. Recentemente, a teoria foi contestada, tanto nos lados da linguística e da genética; por exemplo, o arqueólogo inglês Colin Renfrew recebeu muita atenção de sua teoria de que essa distribuição data de cerca de 7 000 a.C., ou seja. enquanto com a expansão das culturas aráveis na região. Essa expansão não foi o resultado de uma migração repentina, mas, pelo contrário, vem acontecendo lentamente e através de uma expansão natural das áreas de cultivo. A teoria de Renfrew hoje tem perdido muitos adeptos e a hipótese Kurgan de extensas migrações é novamente a mais predominante.

## Terminologia

O valknut é um símbolo que aparece em diversos objetos durante o período pagão nórdico e usada na Asatru, religião nórdica atual

A religião nórdica é um fenômeno cultural, e, como na maioria das crenças folclóricas anteriores à alfabetização, seus praticantes provavelmente não tinham um nome para a sua religião até entrarem em contato com forasteiros ou competidores. Logo, os únicos títulos que eram dados na religião nórdica eram aqueles utilizados para descrever a religião de uma maneira competitiva, quase sempre num contexto muito antagonístico. Alguns destes eram hedendom (escandinavo), Heidentum (alemão), Heathenry (inglês) ou paganus (latim). Termos também utilizados para a religião nórdica são os termo medievais islandeses Forn Siðr ("Velho Costume") ou Heiðni.

## Fontes

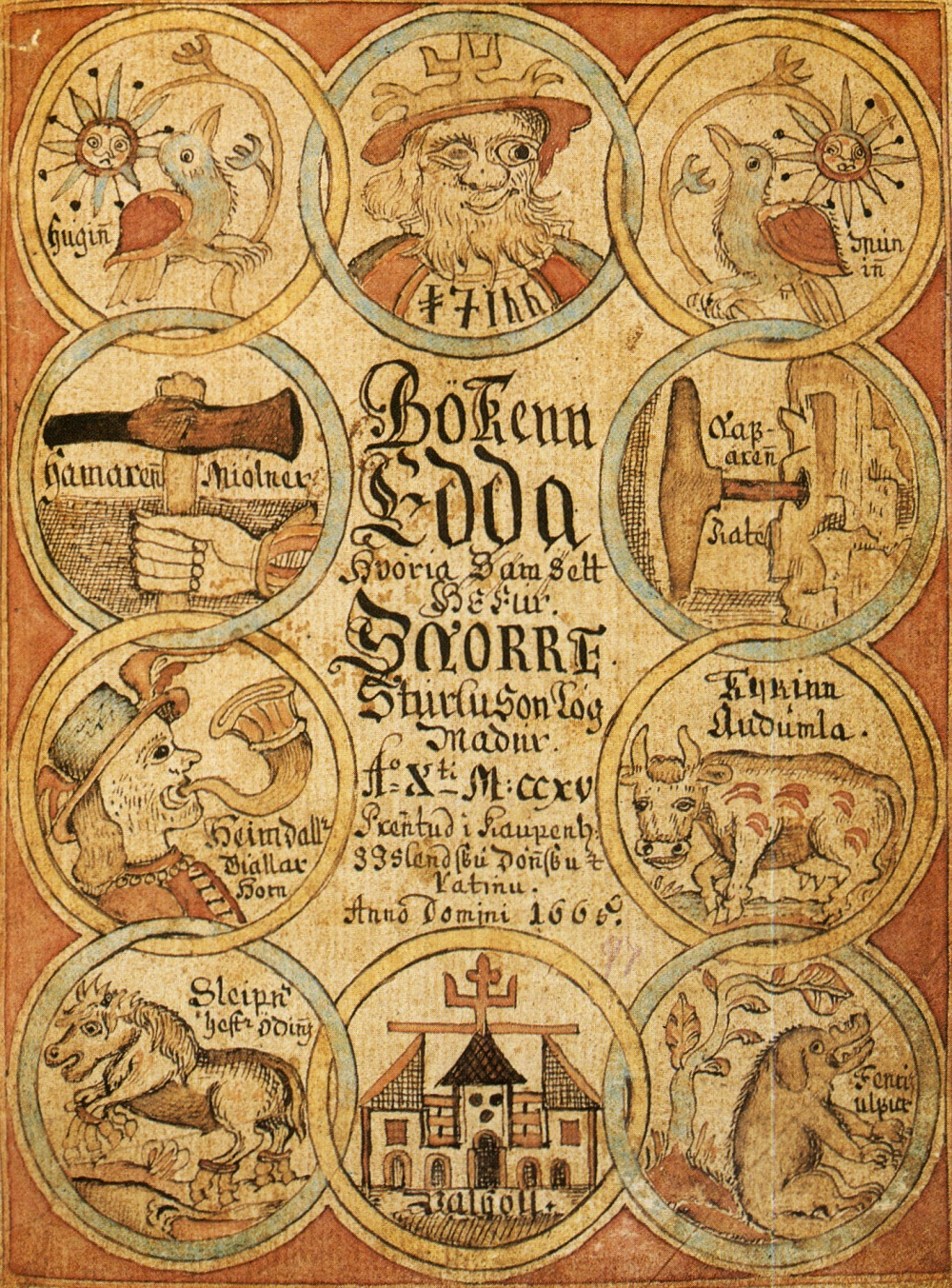
Cópia do século XVIII da Edda em prosa, uma das principais fontes literárias para a mitologia nórdica

### Fontes arqueológicas

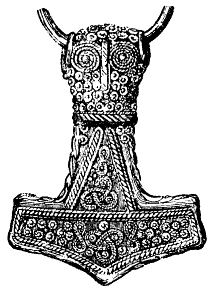
Mjolnir encontrado em Bredsätra (Olândia), Suécia; estes pendentes eram vestidos pelos pagãos nórdicos durante os séculos IX e X

### Centros de fé

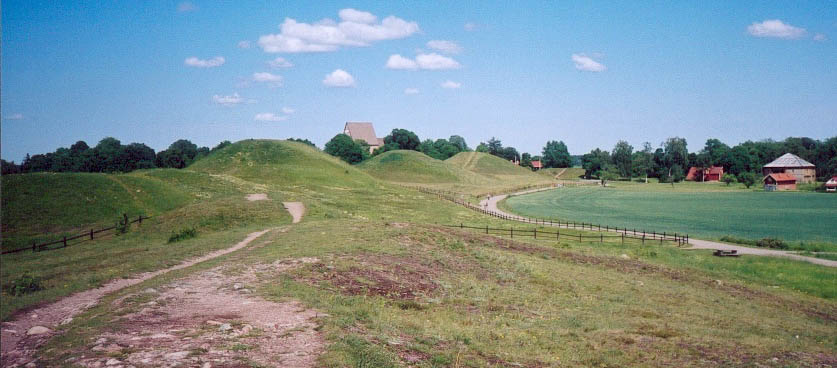
Velha Uppsala, centro de culto na Suécia, destruído no fim do século XI